# Who-ya Extended
Who-ya Extended (フーヤエクステンデッド Fūyaekusutendeddo?) es un grupo musical japonés de un integrante, bajo la discográfica Sony Music Entertainment Japan. El grupo está compuesto por el vocalista Who-ya. El cantante cree que crear canciones de manera más flexible es combinando miembros de acuerdo con la canción que desea hacer. Who-ya Extended tiene otros integrantes, pero no son fijos.

## Historia

### 2019-2020:wyxt
En noviembre de 2019, el grupo debutó con el sencillo «Q-vism» de SME Records. La canción fue el tema de apertura de la tercera temporada del anime Psycho-Pass que comenzó a transmitirse en el mismo mes. El sencillo fue lanzado anticipadamente el 25 de octubre, ocupando el primer puesto en la categoría general y anime iTunes, y Amazon. Además, se ubicó en el puesto 41° de la lista semanal Oricon. En el momento de su debut, su rostro no había sido revelado, pero comentó en una entrevista que «no tenía la intención de ocultarlo sino de dar una visión del mundo de Psycho Pass y la canción en sí».
En marzo de 2020, lanzó la canción «Synthetic Sympathy» como banda sonora de la película Psycho-Pass 3: First Inspector, que fue estrenada el mismo mes. El 15 de abril, wyxt, su primer álbum de estudio, fue lanzado.

### 2021-presente:Wii
El 3 de enero de 2021, apareció públicamente por primera vez en el festival en línea Sony Music Anime Songs Online Nippon Budokan e interpretó «Q-vism» y «Synthetic Sympathy». En el mismo mes, lanzó la canción «Vivid Vice», que fue seleccionada como el segundo tema de apertura del anime Jujutsu Kaisen. Un miniálbum titulado Vivid Vice fue publicado el 17 de febrero, acompañado del sencillo previamente lanzado. Una versión acústica fue subida a YouTube poco después.
En junio, se anunció que la canción «Icy Ivy» fue designada como opening del anime Night Head 2041, y su segundo EP titulado como la canción fue lanzado en agosto. Además, para celebrar el lanzamiento del nuevo EP, llevó a cabo un concierto especial en Tokio el 20 de agosto, invitando a 100 personas que compraron el CD.
El 20 de agosto, se anunció que lanzaría su primer álbum de estudio Wii el 10 de noviembre y realizará su primer concierto en vivo el 23 de enero de 2022.

## Miembro
- Who-ya (フーヤ) — vocalista

## Discografía

### Álbum de estudio
| Título | Detalles                                                                                                | Mejores posiciones | Ventas     |
| Título | Detalles                                                                                                | JPN                | Ventas     |
| ------ | --- | ------------------ | ---------- |
| Wii    | - Lanzamiento: 10 de noviembre de 2021 - Discográfica: SMEJ - Formatos: CD, descarga digital, streaming | 46                 | - JPN: 851 |

### EPs
| Título | Detalles                                                                                              | Mejores posiciones | Mejores posiciones | Ventas        |
| Título | Detalles                                                                                              | Hot 100            | Oricon             | Ventas        |
| --- | --- | ------------------ | ------------------ | ------------- |
| Vivid Vice | - Lanzamiento: 17 de febrero de 2021 - Discográfica: SMEJ - Formatos: CD, descarga digital, streaming | 12                 | 7                  | - JPN: 10 142 |
| Ice Ivy | - Lanzamiento: 11 de agosto de 2021 - Discográfica: SMEJ - Formatos: CD, descarga digital, streaming  | —                  | 67                 | - JPN: 670    |
| A Shout of Triumph | - Lanzamiento: 15 de junio de 2022 - Discográfica: SMEJ - Formatos: CD, descarga digital, streaming   | 75                 | —                  | —             |
| «–» indica que el lanzamiento no se posicionó en la lista, no se lanzó en esa región o no hay referencias para verificar la información. | |                    |                    |               |

### Sencillos
| Título | Año  | Mejor posición | Mejor posición | Mejor posición | Ventas      | Álbum              |
| Título | Año  | JPN            | JPN            | JPN            | Ventas      | Álbum              |
| Título | Año  | Oricon         | Heat           | Hot 100        | Ventas      | Álbum              |
| --- | ---- | -------------- | -------------- | -------------- | ----------- | ------------------ |
| «Q-vism» | 2019 | 41             | *              | —              | - JPN: 1925 | Sin álbum          |
| «Synthetic Sympathy» | 2020 | —              | —              | —              | N/A         | wyxt               |
| «ErroЯ CØDE» | 2020 | —              | —              | —              | N/A         | wyxt               |
| «Vivid Vice» | 2021 | 8              | 6              | 56             | N/A         | Vivid Vice         |
| «Icy Ivy» | 2021 | —              | —              | —              | N/A         | Icy Ivy            |
| «Wander Wraith» | 2021 | —              | —              | —              | N/A         | Sin álbum          |
| «A Shout of Triumph» | 2022 | —              | —              | —              | N/A         | A Shout of Triumph |
| «–» indica que el lanzamiento no se posicionó en la lista, no se lanzó en esa región o no hay referencias para verificar la información.. * Heatseekers Songs se lanzó en diciembre de 2020. |      |                |                |                |             |                    |